# Bertrand Poirot-Delpech
Bertrand Poirot-Delpech, často též zkracován jako BPD, (10. února 1929, Paříž – 14. listopadu 2006, tamtéž) byl francouzský spisovatel a novinář.
Ve své vlasti byl velmi známý, pracoval téměř půl století jako literární kritik pro deník Le Monde, od roku 1986 byl zároveň členem Francouzské akademie. Po jeho smrti jej Dominique de Villepin prohlásil za největšího obránce francouzského jazyka.

## Dílo
- 1958: Le Grand Dadais, (deutsch Der große Tunichtgut. Hamburg 1959)
- 1960: La Grasse Matinée
- 1962: L’Envers de l’eau
- 1966: Au soir le soir
- 1969: Finie la comédie
- 1970: La Folle de Lituanie
- 1973: Les Grands de ce monde
- 1976: La Légende du siècle
- 1979: Saïd et moi
- 1980: Marie Duplessis
- 1981: Feuilletons
- 1982: Le Couloir du dancing
- 1985: L’Été 36
- 1986: Bonjour Sagan
- 1987: Monsieur Barbie n’a rien à dire
- 1988: Le Golfe de Gascogne
- 1989: Traversées
- 1994: L’Amour de l’humanité
- 1995: Diagonales
- 1997: L’Alerte, théâtre
- 1998: Théâtre d’ombres, journal
- 1998: Papon: un crime de bureau
- 1999: Monsieur le Prince
- 2001: J’écris Paludes
- 2002: J’ai pas pleuré (společně s Idou Grinspanovou)